# A közelgő vihar
A közelgő vihar (angolul: The Approaching Storm) Alan Dean Foster 2002-ben megjelent Csillagok háborúja könyve. Magyar nyelven 2017-ben adta ki a Szukits Könyvkiadó, a könyvet magyar nyelvre fordította Oszlánszky Zsolt.
Az Amerikai Egyesült Államokban a Del Rey Books adta ki a könyvet 2002. január 29-én.

## Cselekmény
A könyv cselekménye a Yavini csata előtt 22 évvel játszódik, a klónok háborúja előestéjén. Shu Mai, a Kereskedőtestület vezetője a háttérből irányítva megkísérelte a Galaktikus Köztársaságból való kilépésre felbujtani az Ansion nevű bolygót. Azonban a Jeditanács küldöttei, Luminara Unduli, Barriss Offee, Anakin Skywalker és Obi-Wan Kenobi megbékéltették az ansioniaiakat, ezzel elkerülve az Ansion a Galaktikus Köztársaságból való kilépését. Ezzel sikerült elkerülni a láncreakciót, amely az Ansion kilépése okozott volna, ugyanis az Ansion számos világgal állta kapcsolatban, akiket magukkal ránthatott volna a kilépésével.

## Magyarul
- A közelgő vihar; ford. Oszlánszky Zsolt; Szukits, Szeged, 2017